# Eduardo Fungairiño
Eduardo Fungairiño Bringas (Santander, 30 de mayo de 1946-Madrid, 30 de junio de 2019) fue un jurista español, fiscal (1980-1997) y fiscal jefe (1997-2006) de la Audiencia Nacional.

## Biografía
Hijo del arquitecto Alfonso Fungairiño Nebot, era además tío materno de la cantante Ana Torroja Fungairiño, del grupo Mecano. Con 19 años, en 1965, un accidente en un automóvil le dejó en silla de ruedas, lo que no impidió que en 1972 ingresara en la carrera judicial, para entrar a ejercer como fiscal en la Audiencia Provincial de Barcelona entre 1973 y 1980. En ese año fue nombrado fiscal de la Audiencia Nacional, donde permaneció durante 26 años. Aunque el asunto que proyectó su imagen pública fue el llamado juicio de la colza, ocasionado por el envenenamiento masivo producido a comienzos de los años 1980 por la derivación al consumo humano de una partida de aceite de colza de uso industrial.
Posteriormente desarrolló una labor de lucha contra ETA, y se le criticó por exceder su labor al opinar sobre la política antiterrorista de los sucesivos ejecutivos (llegando a afirmar que el gobierno de José María Aznar «se había bajado los pantalones»[cita requerida]) o su posición reticente —cuando no directamente contraria— respecto de la investigación judicial de los crímenes cometidos por las dictaduras argentina y chilena en los años 1970, llegando incluso a argumentar ante la Junta de Fiscales de Sala que aquellos golpes de Estado y la posterior represión no constituían terrorismo de Estado porque «no subvertían el orden constitucional», sino que precisamente «pretendían preservarlo».
Investigó casos como el atentado de ETA en el Hipercor de Barcelona, el atentado contra el comandante Ynestrillas y el atentado frustrado contra el presidente del Tribunal Supremo Antonio Hernández Gil. En 1990 recibió un paquete bomba de ETA, que la policía logró desactivar sin causar desgracias personales.
En 1997 fue nombrado fiscal jefe de la Audiencia Nacional, mediante una polémica decisión del entonces fiscal general Jesús Cardenal, que propuso al Gobierno el nombramiento de un fiscal de sala contra el criterio unánime, expresado en tres ocasiones sucesivas, del Consejo Fiscal. De hecho, la negativa o la incapacidad para llevar a cabo esa misma propuesta, tras destituir al anterior fiscal jefe, José Aranda, le había costado el cargo al anterior fiscal general, Juan Ortiz Úrculo.[cita requerida] Una de las razones de aquella oposición del Consejo Fiscal al nombramiento de Fungairiño fue que éste acababa de ser expedientado —y sería en efecto sancionado, junto a otros fiscales de la Audiencia Nacional—, por faltar al deber de imparcialidad al ocultar al juez el resultado de una investigación que exculpaba a un sospechoso de haber participado en el atentado sufrido años atrás por el entonces jefe de la oposición José María Aznar.[cita requerida]
Cuando se desencadenó el caso del Yak-42 Fungairiño dijo que allí no había delito, antes incluso de que la denuncia presentada por los abogados de las familias de las víctimas llegara a los juzgados. En el juicio, la Audiencia Nacional le dio la razón al absolver a los militares, aunque sí hubo un delito posterior, por los errores en la identificación de los cadáveres.[cita requerida]
Tras una serie de desavenencias relativas al incumplimiento de diversas instrucciones del fiscal general, el 2 de febrero de 2006 cesó como fiscal de la Audiencia Nacional, dejando entrever diferencias insalvables y conocidas por todos con el fiscal general del Estado, Cándido Conde-Pumpido, quien efectivamente declaró que había decidido destituir a Fungairiño por razones profesionales, principalmente por la posición de Fungairiño respecto a la negociación con ETA, y este había aceptado dimitir por razones personales.[cita requerida]

## Distinciones honoríficas
- Caballero Gran Cruz de la Orden del Mérito Militar [con Distintivo Blanco] (Reino de España, 27/12/2002).[5]